# ヴェッツァーノ・スル・クロストロ
ヴェッツァーノ・スル・クロストロ（伊: Vezzano sul Crostolo）は、イタリア共和国エミリア＝ロマーニャ州レッジョ・エミリア県にある、人口約4,300人の基礎自治体（コムーネ）。

## 地理

### 位置・広がり

#### 隣接コムーネ
隣接するコムーネは以下の通り。
- アルビネーア
- カジーナ
- カノッサ
- クアットロ・カステッラ
- サン・ポーロ・デンツァ
- ヴィアーノ

### 気候分類・地震分類
ヴェッツァーノ・スル・クロストロにおけるイタリアの気候分類 (it) および度日は、zona E, 2503 GGである。
また、イタリアの地震リスク階級 (it) では、zona 3 (sismicità bassa) に分類される。

## 行政

### 分離集落
ヴェッツァーノ・スル・クロストロには以下の分離集落（フラツィオーネ）がある。
- Bettola, Ca' Caprari, Ca' di Rosino, Casaratta, Case Martini, Casoletta, Il Poggio, La Fornace, La Vecchia, Marmazza, Montalto, Paderna, Pecorile, Pedergnano, Possione, Rio Buracci, Riolo, Scarzola, Sedrio, Villa, Vindè, Vronco